# Zizania latifolia
Il riso selvatico della Manciuria (Zizania latifolia (Griseb.) Hance ex F.Muell., 1872) è una pianta acquatica della famiglia delle Poacee (sottofamiglia Ehrhartoideae). È l'unica specie di riso selvatico del genere Zizania originaria dell'Asia.
La specie è usata come pianta alimentare e sia gli steli che i chicchi sono commestibili. Raccolto in natura, il riso selvatico della Manciuria era un cereale importante nell'antica Cina  ma è oggi molto raro in natura e il suo utilizzo come cereale è completamente scomparso in Asia, sebbene continui a essere coltivato per i suoi steli. Una misura della sua antica popolarità è che il cognome Jiǎng (蒋 in cinese), uno dei più diffusi in Cina, deriva da questa coltura.

## Coltivazione

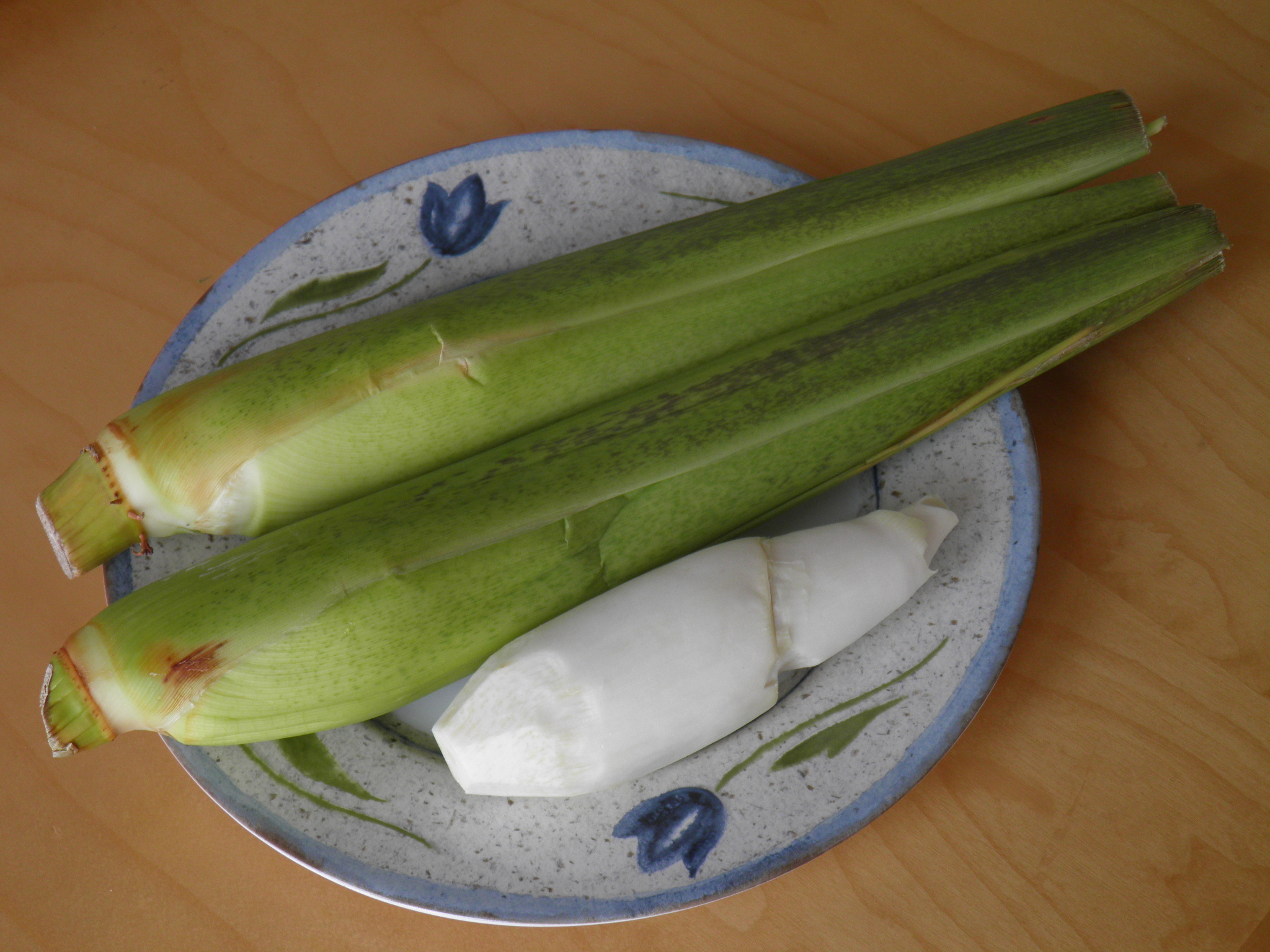
Steli di Zizania latifolia interi e sbucciati

Zizania latifolia viene coltivata in tutta l'Asia. Il successo della coltura dipende dal fungo Ustilago esculenta. La pianta non viene coltivata per i suoi semi, come altre specie di riso selvatico, ma per gli steli, che si gonfiano fino a diventare succose galle quando vengono infettati dal fungo. Quando il fungo invade la pianta ospite ne provoca l'ipertrofia: le sue cellule aumentano in dimensione e numero. L'infezione da U. esculenta impedisce alla pianta di fiorire e di produrre semi, quindi la coltura viene propagata asessualmente, tramite rizoma. I nuovi germogli vengono infettati dalle spore presenti nell'ambiente, che generalmente è una risaia. Gli steli scorticati vengono raccolti come un ortaggio noto come jiaobai (茭白) in Cina. Il suo nome giapponese è makomotake. La sezione gallata dello stelo è larga circa 3–4 cm e lunga fino a 20 cm. Questo ortaggio è coltivato da almeno 400 anni. È popolare per il suo sapore e la consistenza tenera, e viene consumato crudo o cotto. Il suo sapore ricorda i germogli di bambù freschi. Rimane croccante quando saltato in padella. La stagione principale della raccolta è tra settembre e novembre.

## Specie invasiva
Z. latifolia è stata introdotta accidentalmente in natura in Nuova Zelanda e lì è considerata una specie invasiva. È stato introdotto alle Hawaii.
L'importazione degli steli negli Stati Uniti è vietata per proteggere le specie di riso selvatico nordamericane dal fungo.